# شصت و یکمین دوره جوایز هنری بکسانگ
شصت و یکمین دوره جوایز هنری بکسانگ (کره‌ای: 제61회 백상예술대상؛ انگلیسی: 61st Baeksang Arts Awards) مراسم اهدای جوایزی است که در ۵ مه ۲۰۲۵ در سئول، کره جنوبی ساعت ۲۰:۰۰ (کی‌اس‌تی) برگزار شد. این مراسم به صورت زنده و همزمان از جی‌تی‌بی‌سی، جی‌تی‌بی‌سی تو، جی‌تی‌بی‌سی فور، ناور تی‌وی، CHZZK و به صورت بین‌المللی از Prizm پخش شد.
این مراسم یکی از معتبرترین جوایز در کره جنوبی است که با ارزیابی‌های دقیق و سخت‌گیرانه توسط ۶۰ داور حرفه‌ای، متخصصان صنعت و گروهی از کارشناسان، برترین‌های سینما، تلویزیون و تئاتر را شناسایی و تقدیر می‌کند. امسال، عنوان بخش تلویزیون به «برادکستینگ» تغییر یافته تا روندهای نوظهور در شیوه‌های مصرف محتوا را بهتر بازتاب دهد. این تغییر با گذار از شبکه‌های سنتی کابلی یا زمینی به طیف گسترده‌تری از پلتفرم‌ها، از جمله وبگاه‌ها و سرویس‌های استریم موبایلی، هم‌راستا است.
نامزدها در ۷ آوریل ۲۰۲۵ از طریق وبگاه رسمی اعلام شدند. تمام آثار منتشر شده بین ۱ آوریل ۲۰۲۴ تا ۳۱ مارس ۲۰۲۵ واجد شرایط نامزدی هستند.

## برندگان و نامزدها
برندگان در ابتدا آورده شده و با حروف پررنگ مشخص شده‌اند. نامزدها بر اساس وبگاه رسمی اعلام شده‌اند.

### فیلم
| جایزه بزرگ | |                                                                                            |
| - هونگ کیونگ پیو (فیلم‌بردار) – هاربین | |                                                                                            |
| بهترین فیلم | بهترین کارگردان |                                                                                            |
| - هاربین - عشق در شهر بزرگ - هفت‌تیر - خانهٔ فصل‌ها - خیزش | - اوه سونگ اوک – هفت‌تیر - پارک ری وونگ – سرزمین آرامش صبحگاهی - وو مین هو – هاربین - لی اون هی – عشق در شهر بزرگ - لی جونگ پیل – فرار                                                                                           |                                                                                            |
| بهترین کارگردان جدید | بهترین بازیگر مرد |                                                                                            |
| - اوه جونگ مین– خانهٔ فصل‌ها - کیم سه هی – تعقیب - نام دونگ هیوپ – پسران خوش‌تیپ - لی می رانگ – دربارهٔ دخترم - جونگ جی هه – جونگ سون | - جو جونگ سوک – خلبان در نقش هان جونگ وو - یون جو-سانگ – سرزمین آرامش صبحگاهی در نقش یونگ گوک - لی بیونگ هون – مسابقه در نقش چو هون هیون - لی هی جون – پسران خوش‌تیپ در نقش پارک سانگ گو - هیون بین – هاربین در نقش آن جونگ گون  |                                                                                            |
| بهترین بازیگر زن | بهترین بازیکر مکمل مرد |                                                                                            |
| - جون دو یون – هفت‌تیر در نقش ها سو یونگ - کیم گو-اون – عشق در شهر بزرگ در نقش جه هی - کیم گوم سون – جونگ سون در نقش جونگ سون - سونگ هه کیو – راهبه‌های سیاه در نقش خواهر جونیا / کانگ سونگ ئه - چو یو جونگ – چهره پنهان در نقش شین سو یون      | - یو جه میونگ – سرزمین خوشبختی در نقش جون سانگ دو - کو کیو-هوان – فرار در نقش سرگرد لی هیون سانگ - پارک جونگ مین – خیزش در نقش لی جونگ ریو - جونگ هه این – من جلاد در نقش پارک سون وو - جو وو جین – هاربین در نقش کیم سانگ هیون |                                                                                            |
| بهترین بازیگر مکمل زن | بهترین بازیگر مرد جدید |                                                                                            |
| - کیم کلودیا – یک خانواده معمولی در نقش جی سو - گونگ سونگ یون – پسران خوش‌تیپ در نقش کیم می نا - لیم جی یون – هفت‌تیر در نقش جونگ یون سون - لیم جی یون – راهبه‌های سیاه در نقش خواهر میکلا / لی سو یونگ - هان سون هوا – خلبان در نقش هان جونگ می | - جونگ سونگ ایل – خیزش در نقش گِن‌شین - کانگ سونگ هو – خانهٔ فصل‌ها در نقش سونگ جین - نو سانگ هیون – عشق در شهر بزرگ در نقش هونگ سو - مون وو جین – راهبه‌های سیاه در نقش هی جون - جانگ سونگ بوم – کاری برای انجام دادن در نقش جون هی |                                                                                            |
| بهترین بازیگر زن جدید | بهترین فیلم‌نامه |                                                                                            |
| - رو یون سو – مرا بشنو: تابستان ما در نقش سو یو روم - پارک جی هیون – چهره پنهان در نقش می جو - لی میونگ ها – می‌مانگ در نقش زن - لی هه‌ری – پیروزی در نقش چو پیل سون - ها سو یون – استریمینگ در نقش ماتیلدا                                     | - شین چول، پارک چان-ووک – خیزش - کیم هیونگ جو، یون جونگ-بین – مسابقه - پارک یی وونگ – سرزمین آرامش صبحگاهی - اوه سونگ اوک، جو بیول – هفت‌تیر - اوه جونگ مین – خانهٔ فصل‌ها                                                         |                                                                                            |
| بهترین دستاورد فنی | جایزه تأثیر گوچی |                                                                                            |
| - - جو یونگ ووک (Score) – خیزش - پارک بیونگ جو (VFX) – سرزمین عجایب - یو سانگ سوپ، جانگ هان سونگ (Stunt) – من جلاد - لی سو جین (Makeup) – خلبان - هونگ کیونگ پیو (Cinematography) – هاربین                                                    | - سرزمین آرامش صبحگاهی - Blesser - عشق در شهر بزرگ - The Voices Of The Silenced - جونگ سون | - سرزمین آرامش صبحگاهی - Blesser - عشق در شهر بزرگ - The Voices Of The Silenced - جونگ سون |

#### فیلم‌ها با چندین جایزه
فیلم‌های زیر موفق به دریافت چندین جایزه شدند:
| جایزه‌ها | فیلم‌ها |
| ------- | ------ |
| ۳       | خیزش   |
| ۲       | هاربین |
| ۲       | هفت‌تیر |

#### فیلم‌ها با چندین نامزدی
فیلم‌های زیر موفق به دریافت چندین نامزدی شدند:
| نامزدی‌ها | فیلم                 |
| -------- | -------------------- |
| ۵        | هاربین               |
| ۵        | عشق در شهر بزرگ      |
| ۵        | هفت‌تیر               |
| ۵        | خیزش                 |
| ۴        | خانهٔ فصل‌ها           |
| ۴        | سرزمین آرامش صبحگاهی |
| ۳        | راهبه‌های سیاه        |
| ۳        | پسران خوش‌تیپ         |
| ۳        | جونگ سون             |
| ۳        | خلبان                |
| ۲        | فرار                 |
| ۲        | چهره پنهان           |
| ۲        | من جلاد              |
| ۲        | مسابقه               |

### برادکستینگ
| جایزه بزرگ | |
| - جنگ‌های کلاس آشپزی (برنامه سرگرمی) (نتفلیکس) | |
| بهترین درام | بهترین برنامه سرگرمی |
| - وقتی زندگی به تو نارنگی می‌دهد (نتفلیکس) - دونده دوست‌داشتنی (تی‌وی‌ان) - افسانه بانو اوک (جی‌تی‌بی‌سی) - شک (ام‌بی‌سی) - کد تروما: قهرمانان در آماده‌باش (نتفلیکس) | - پونگ‌هیانگ‌گو (کانال یوتیوب DdeunDdeun) - دختران آهنی (تی‌وی‌ان) - استیج فایتر (ام‌نت) - The Rest of Ajo's Life (کانال یوتیوب چو سونگ هون) - جنگ‌های کلاس آشپزی (نتفلیکس) |
| بهترین برنامه فرهنگی | بهترین کارگردان |
| - Special-Hakjeon (اس‌بی‌اس) - Docuprime: Where's My Last Home (ئی‌بی‌اس ۱) - Just Family (ویو) - Saddle the Wind with You 2 (ام‌بی‌سی) - Shaman: Whispers from the Dead (تیوینگ) | - سونگ یون هوا – شک - کیم وون سوک – وقتی زندگی به تو نارنگی می‌دهد - کیم هی وون – چراغ‌فروشی - لی دو یون– کد تروما: قهرمانان در آماده‌باش - جونگ جی این– جونگ‌نیون: تولد ستاره |
| بهترین بازیگر مرد | بهترین بازیگر زن |
| - جو جی هون – کد تروما: قهرمانان در آماده‌باش در نقش بک کانگ هیوک - پارک بو گوم – وقتی زندگی به تو نارنگی می‌دهد در نقش یانگ گوان شیک - بیون وو سوک – دونده دوست‌داشتنی در نقش ریو سون جه - لی جون هیوک – دونگ‌جه، خوب یا حرامزاده در نقش سو دونگ جه - هان سوک کیو – شک در نقش جانگ ته سو               | - کیم ته ری – جونگ‌نیون: تولد ستاره در نقش یون جونگ نیون - گو مین شی – قورباغه در نقش یو سونگ آه - کیم هه یون – دونده دوست‌داشتنی در نقش ایم سول - آی‌یو – وقتی زندگی به تو نارنگی می‌دهد در نقش اوه ئه سون / یانگ گوم میونگ - جانگ نا را – پارتنر خوب در نقش چا اون کیونگ             |
| بهترین بازیگر مکمل مرد | بهترین بازیگر مکمل زن |
| - چوی ده هون – وقتی زندگی به تو نارنگی می‌دهد در نقش بو سانگ گیل - کیم جون هان – پارتنر خوب در نقش جونگ وو جین - رو جه وون – بازی مرکب ۲ در نقش نام گیو (بازیکن ۱۲۴) - یون کیونگ هو – کد تروما: قهرمانان در آماده‌باش در نقش هان یو ریم - هیون بونگ شیک – دونگ‌جه، خوب یا حرامزاده در نقش جو بیونگ گون | - یوم هه ران – وقتی زندگی به تو نارنگی می‌دهد در نقش جون گوانگ ره - کیم گوک هی – مسائل خانوادگی در نقش اوه گیل جا - کیم جه-هوا – افسانه بانو اوک در نقش ماک شیم - اوه گیونگ هوا – جونگ‌نیون: تولد ستاره در نقش یون جونگ جا - جونگ اون چه – جونگ‌نیون: تولد ستاره در نقش مون اوک گیونگ |
| بهترین بازیگر مرد جدید | بهترین بازیگر زن جدید |
| - چو یونگ وو – افسانه بانو اوک در نقش سونگ سو این / چون سونگ هی / سونگ یون گیوم - کیم جونگ جین– شک در نقش چوی یونگ مین - سونگ گون هی – دونده دوست‌داشتنی در نقش کیم ته سونگ - چا وو مین – گروه مطالعه در نقش پی هان وول - هو نام جون – عالیجناب در نقش کیم سانگ هیوک                                 | - چه وون بین – شک در نقش جانگ ها بین - کیم ته یون – وقتی زندگی به تو نارنگی می‌دهد در نقش کودکی ئه سون - رو جونگ یی – جادوگر در نقش پارک می جونگ - جو یون سو – ستمگر در نقش چه جا کیونگ - ها یونگ – کد تروما: قهرمانان در آماده‌باش در نقش چون جانگ می                               |
| بهترین مجری ورایتی مرد | بهترین مجری ورایتی زن |
| - شین دونگ یوپ - کیم وون هون - دکس - سونگ شی کیونگ - یو جه سوک | - لی سو جی - جانگ دو یون - جی یه اون - هه‌وون - هونگ جین کیونگ |
| بهترین فیلم‌نامه | بهترین دستاورد فنی |
| - لیم سانگ چون – وقتی زندگی به تو نارنگی می‌دهد - کیم جونگ مین – مسائل خانوادگی - پارک جی سوک – افسانه بانو اوک - لی شی اون – دونده دوست‌داشتنی - چوی یو نا – پارتنر خوب | - - جانگ یونگ گیو (Score) – جونگ‌نیون: تولد ستاره - لی یونگ جو (Production Design) – جنگ‌های کلاس آشپزی - لی جین سوک، لی دوک هون (Cinematography) – شک - جو دونگ هیوک (Stunt) – گروه مطالعه - هونگ جونگ هو، لی سونگ جه، کیم ده جون، کیم جونگ مین (VFX) – عازم جهنم ۲                 |

#### برنامه‌های برادکستینگ با چند جایزه
برنامه‌های برادکستینگ زیر موفق به دریافت چندین جایزه شدند:
| جایزه‌ها | برنامه‌های برادکستینگ          |
| ------- | ----------------------------- |
| ۴       | وقتی زندگی به تو نارنگی می‌دهد |
| ۲       | شک                            |
| ۲       | جونگ‌نیون: تولد ستاره          |

#### برنامه‌های برادکستینگ با چند نامزدی
برنامه‌های برادکستینگ زیر موفق به دریافت چندین نامزدی شدند:
| نامزدی‌ها | برنامه‌های برادکستینگ           |
| -------- | ------------------------------ |
| ۸        | وقتی زندگی به تو نارنگی می‌دهد  |
| ۶        | شک                             |
| ۵        | جونگ‌نیون: تولد ستاره           |
| ۵        | دونده دوست‌داشتنی               |
| ۵        | کد تروما: قهرمانان در آماده‌باش |
| ۴        | افسانه بانو اوک                |
| ۳        | پارتنر خوب                     |
| ۲        | جنگ‌های کلاس آشپزی              |
| ۲        | دونگ‌جه، خوب یا حرامزاده        |
| ۲        | مسائل خانوادگی                 |
| ۲        | گروه مطالعه                    |

### تئاتر
| تئاتر بکسانگ | تئاتر جوان |
| - تونگ‌سو سوری – تئاتر متروپولیتن سئول - گومی شیک – دول‌پاگو - یهودیان مالتا – اکستریم جه‌اوک - دختران ارشد – پراجکت آیلند - نمایش توصیه‌شده جین‌چون‌سا توسط جین‌چون – کرنراستون | - گونگ‌نوری کلاب (تئاتر) – فلفل خشک و رژ لب با رایحه هلو - تئاتر کامن (تئاتر) – رومنس انقراض - تئاتر ای.ان. دی (تئاتر) – یو وون - لی سونگ وون (کارگردان) – سیگال - لی ته رین (کارگردان) – چوی یونگ وو، یک کره‌ای متولد ۱۹۲۳ |
| بهترین اجرا | |
| - کواک جی سوک – یهودیان مالتا - لی جین کیونگ – زنان زمین - جونگ سه بیول – صدای فلوت - چو یونگ کیو – نمایش توصیه‌شده جین‌چون‌سا توسط جین‌چون - چوی هی جین – همه                | |

### جوایز ویژه
رأی‌گیری برای جایزه محبوبیت Prizm از ۲۳ آوریل ساعت ۱۲:۰۰ (کی‌اس‌تی) تا ۲ مه ۱۶:۰۰ (کی‌اس‌تی) از طریق اپلیکیشن Prizm برگزار شد.
| جایزه‌ها                   | گیرنده      |
| ------------------------- | ----------- |
| جایزه محبوبیت Prizm (مرد) | بیون وو سوک |
| جایزه محبوبیت Prizm (زن)  | کیم هه یون  |